# Gyrtona
Gyrtona là một chi bướm đêm thuộc họ Noctuidae.

## Các loài
- Gyrtona polionota Hampson, 1905
- Gyrtona semicarbonalis Walker, 1863